# Lirette

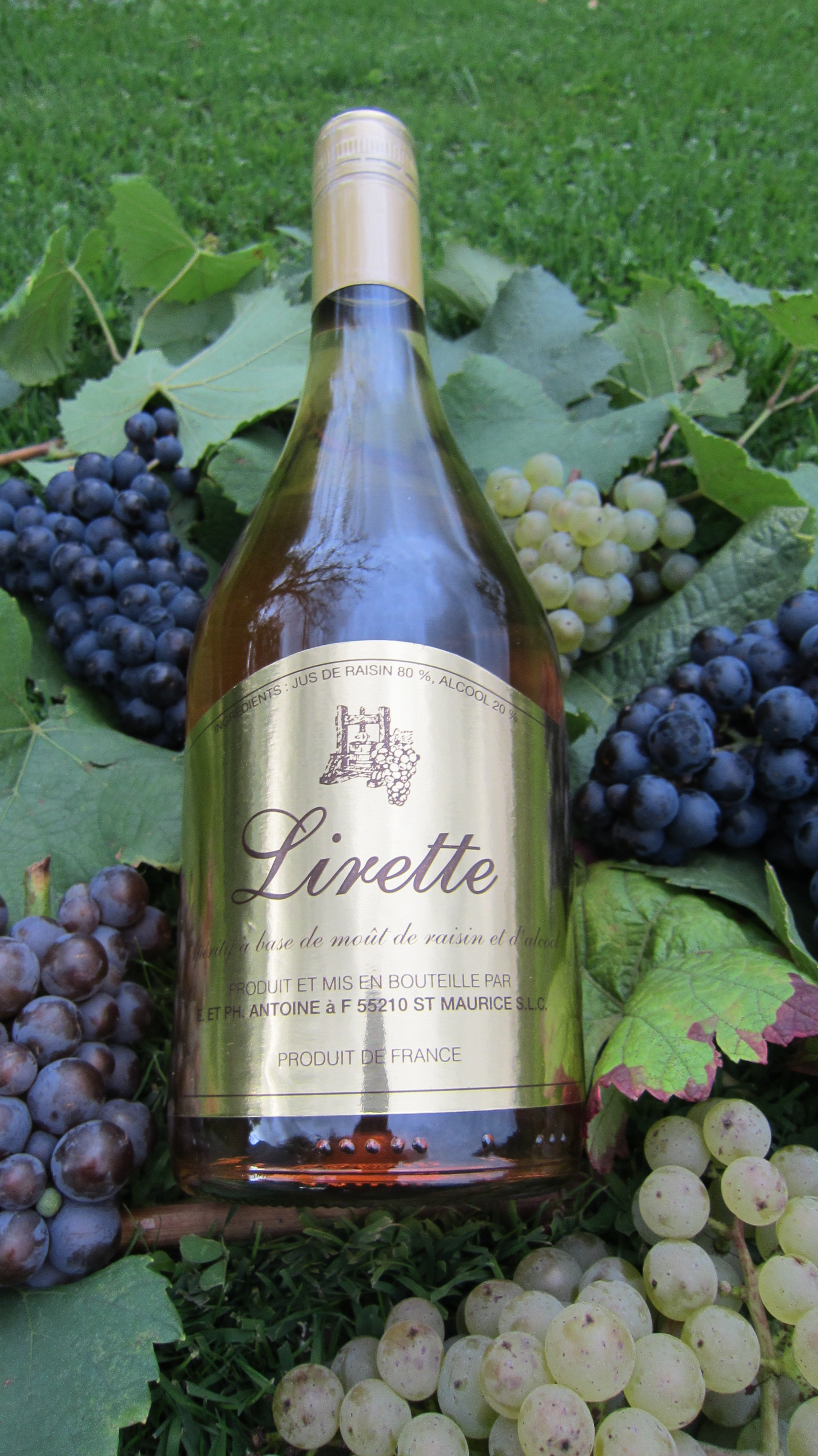
Lirette blanche

La lirette est un apéritif typiquement lorrain obtenu par le mutage de jus de raisin frais très sucré à du marc de raisins (ou parfois de l’Eau de vie de mirabelle) empêchant ainsi la fermentation des moûts. 

## Histoire
Il était autrefois coutume pour le vigneron de faire sa lirette qu’il servait à ses hôtes.